# Harengula jaguana
Harengula jaguana és una espècie de peix pertanyent a la família dels clupeids.

## Descripció
- Pot arribar a fer 21,2 cm de llargària màxima (normalment, en fa 12).
- 13-21 radis tous a l'aleta dorsal i 12-23 a l'anal.[3][4][5]

## Depredadors
A Mèxic és depredat per Arius felis i Arius melanopus, i als Estats Units pel nodi comú (Anous stolidus) i el xatrac fosc (Sterna fuscata).

## Hàbitat
És un peix marí i d'aigua salabrosa, associat als esculls i de clima tropical (43°N-37°S, 99°W-33°W) que viu fins als 22 m de fondària (normalment, entre 1 i 5).

## Distribució geogràfica
Es troba a l'Atlàntic occidental: des de Nova Jersey (els Estats Units) i Bermuda fins a Florida, el golf de Mèxic, el mar Carib i el sud del Brasil.

## Longevitat
Pot assolir els 3 anys.

## Ús comercial
Es comercialitza fresc o en conserva.

## Observacions
És inofensiu per als humans.